# Lucius Porcius Licinus
Lucius Porcius Licinus was een Romeins politicus en militair uit het begin van de 2e eeuw v.Chr. Hij was een lid van de invloedrijke gens Porcia.
Hij was de zoon van Lucius Porcius Licinus, die praetor was in 207 v.Chr. Lucius Porcius Licinus was zelf praetor in 193 v.Chr. en bestuurde de provincie Sardinia. In 184 v.Chr. werd Porcius Licinus consul, samen met Publius Claudius Pulcher. Beide consuls kregen een gebied in Noord-Italië toegewezen, waar een oorlog bezig was tegen de Liguriërs. Hij beloofde een tempel aan de godin Venus in de hoop haar steun te krijgen in de strijd. In 181 wijdde hij (of zijn gelijknamige jongere broer) deze Tempel van Venus Erycina in op de Quirinaal in Rome.
Van de rest van zijn carrière en leven is niets bekend.

## Referentie
- T. Broughton, The magistrates of the Roman Republic Vol. I: 509 BC - 100 BC, Lancaster (Californië) 1951. pp. 347, 374 ISBN 0891307060
- F. Coarelli, Rome and Environs - An Archaeological Guide, Berkeley 2007. pp.244. ISBN 9780520079618